# Hlompho Kekana
Hlompho Kekana (Zebediela, 23 maggio 1985) è un ex calciatore sudafricano, di ruolo centrocampista.
Con otto trofei tra il 2009 e il 2022, è il calciatore che ha vinto più volte il campionato sudafricano.

## Carriera
In Powerlines-Mamelodi (0-24) del 4 marzo 2012 ha segnato sette gol.

## Palmarès

### Club

#### Competizioni nazionali
- Campionato sudafricano: 8  (record)

SuperSport: 2008-2009, 2009-2010
Mamelodi: 2013-2014, 2015-2016, 2017-2018, 2018-2019, 2019-2020, 2020-2021
- Coppa del Sudafrica: 1

Mamelodi: 2014-2015
- Coppa di Lega sudafricana: 1

Mamelodi: 2015

#### Competizioni internazionali
- CAF Champions League: 1

Mamelodi: 2016
- Supercoppa CAF: 1

Mamelodi Sundowns: 2017